# Welcome to the Jungle (Film)
Welcome to the Jungle ist eine US-amerikanische Action-Komödie von Regisseur Peter Berg aus dem Jahre 2003. Die Hauptrolle verkörperte der Profi-Wrestler Dwayne „The Rock“ Johnson. Zudem spielten Seann William Scott, Rosario Dawson und Christopher Walken in den Film mit.

## Handlung
Beck arbeitet für den zwielichtigen Billy Walker und treibt bei dessen säumigen Geschäftspartnern Schulden ein, wobei er zwar Schusswaffen verabscheut, aber vor robustem Körpereinsatz nicht zurückschreckt. Eigentlich möchte er aus dem Geschäft aussteigen und sein eigenes Restaurant eröffnen, hat jedoch seinerseits Schulden bei Walker und soll nun einen letzten Auftrag annehmen, nach dessen Erfüllung er schuldenfrei wäre und mit der Belohnung sogar sein Restaurant bezahlen könnte: Er soll Walkers Sohn Travis zu ihm zurückbringen, der sich in Brasilien aufhält.
Im brasilianischen Minendorf El Dorado angekommen, trifft Beck auf den Minenbesitzer Hatcher, der sich eine Privatarmee hält und damit die Bevölkerung zur Arbeit unter armseligen Bedingungen und schlechter Bezahlung in seiner Goldmine nötigt. Hatcher gibt zunächst seine Einwilligung zu Becks Vorhaben Travis zu finden, zieht diese jedoch wieder zurück, als er erfährt, dass Travis einen legendären Schatz gefunden hat, den Gato, den Hatcher für sich selbst beansprucht. Beck kann sich dem Zugriff von Hatchers Männern entziehen und flieht mit Travis im Jeep in Richtung Flugplatz. Travis, der seinen Vater hasst und seine Rückführung verhindern möchte, greift ins Lenkrad, wodurch der Jeep den Hang herunterkracht. Da Hatchers Männer ihnen auf den Fersen sind, müssen sich beide nun notgedrungen zu Fuß weiter durch den Dschungel schlagen.
Nach einer unliebsamen Begegnung mit einer Horde Affen werden sie von einheimischen Rebellen aufgegriffen, die gegen Hatchers Unterdrückung kämpfen. In deren Lager kann Travis, im Gegensatz zu Beck der Landessprache mächtig, den Rebellen einreden, dass Beck für Hatcher arbeite und sie alle töten wolle. Beck wird daraufhin von mehreren Rebellen angegriffen und kann sich ihrer nur knapp erwehren, als Mariana auftaucht, die Anführerin der Rebellen. Sie klärt die Situation, denn sie will den Mythos um den Gato nutzen, um ihre Landsleute gegen Hatcher zu mobilisieren. Plötzlich erscheint Hatcher mit seinen Leuten und greift das Lager an, wobei zahlreiche Rebellen getötet werden. Beck, Travis und Mariana gelingt die Flucht aus dem Lager. Mariana bietet den beiden an, ihnen den Weg zum Fugplatz zu zeigen, wenn sie im Gegenzug den Gato erhält. Travis führt sie zu dem Versteck hinter einem Wasserfall, wo sie das Artefakt schließlich finden.
Auf dem Rückweg wirft Mariana Travis vor, den Gato verkaufen zu wollen, doch der entgegnet, er wolle ihn einem Museum übergeben. Mariana gibt den Männern eine einheimische Frucht namens Konlobos zu essen, die jedoch giftig ist und sie bewegungsunfähig macht. Die Rebellenführerin beschreibt noch den Weg zum Flugplatz und macht sich dann mit dem Gato davon, während Beck und Travis gezwungen sind, die ganze Nacht paralysiert am Lagerfeuer zurückzubleiben, das Mariana zu ihrem Schutz vor wilden Tieren angezündet hat. Am darauffolgenden Morgen, als die Wirkung der Frucht nachlässt und sie die Kontrolle über ihre Körper zurückerhalten haben, schleppt Beck Travis zum Flugplatz. Dort erfährt er von Declan, dem Piloten seines Charterflugzeuges, dass Mariana von Hatcher aufgegriffen wurde und wahrscheinlich getötet wird. Travis und Beck entscheiden, Mariana zu befreien.
Zur Ablenkung treiben sie eine Rinderherde als Stampede durch das Minendorf und beginnen, Hatchers Männer der Reihe nach auszuschalten. Travis kann Mariana befreien, und schließlich bleibt nur noch Hatcher übrig. Beck lässt ihm die Wahl, freiwillig zu gehen oder dazu gezwungen zu werden, als die Dorfbewohner auftauchen und ihren Peiniger niederschießen. Travis übergibt den Gato an Mariana, und Beck eröffnet ihm, dass sie nichtsdestotrotz in die USA zurückkehren müssten.
Zurück bei Billy Walker, übergibt Beck ihm dessen Sohn, worauf er die Zusage bekommt, dass seine Schulden erlassen sind und er die versprochene Belohnung erhalten wird. Zum Abschied serviert Beck seinem Chef und dessen Männern Stücke aus einer Konlobos-Frucht, die er mitgebracht hat. Als die Männer die Frucht ahnungslos verspeisen und kurz darauf bewegungsunfähig zu Boden sinken, befreit Beck Travis und macht sich mit ihm von dannen.

## Veröffentlichungen
Der Film feierte am 26. September 2003 in den USA und Kanada seine Weltpremiere. In den USA erhielt die ungekürzte Kinofassung die Altersfreigabe PG-13. Der Kinostart in der Schweiz erfolgte am 5. März 2004, in Deutschland am 11. März 2004 sowie einen Tag später in Österreich. Die deutsche Kinofassung wurde mit einer Altersfreigabe von 12 Jahren (FSK 12) freigegeben, dafür wurden der Film um ca. 2 Minuten gekürzt. Auch in anderen europäischen Staaten, wie im Vereinigten Königreich, wurde eine gekürzte Kinofassung freigegeben. Am 11. August 2004 wurde der Film – als Extended-Version – in ungekürzter Fassung mit deutscher Tonspur auf VHS und DVD sowie am 7. Februar 2008 auf Blu-ray mit einer Altersfreigabe von 16 Jahren (FSK 16) veröffentlicht.
Die deutschsprachige TV-Premiere erfolgte am 4. September 2005 beim Pay-TV-Sender Premiere. In Deutschland lief die Free-TV-Premiere am 3. Oktober 2006 um 20:15 Uhr auf ProSieben. ProSieben strahlte aufgrund der Ausstrahlungs-Uhrzeit eine gekürzte Fassung aus, welche ab 12 Jahren freigegeben wurde. Diese verfolgten insgesamt 3,43 Millionen Zuschauer bei 10,0 Prozent Marktanteil, in der werberelevanten Zielgruppe waren es 2,76 Millionen bei 18,3 Prozent Marktanteil. Weitere TV-Ausstrahlungen nach 22 Uhr sind stets mit der ungekürzten Filmfassung.

## Hintergrund

### Produktion und Besetzung
Der Film trug ursprünglich den Titel Helldorado und sollte von Sony Pictures produziert werden. Das Drehbuch stammte von R. J. Stewart. Im März 2002 berichtete die Variety, dass Universal Pictures die Rechte am Originaldrehbuch erworben hatte, da Sony Pictures kein Interesse mehr an dem Projekt zeigte. Universal Pictures bestätigte Kevin Misher und Karen Glasser als Produzenten sowie James Vanderbilt, der das Originaldrehbuch zusammen mit R. J. Stewart überarbeiten wird. Die Produktionsfirma Misher Films blieb weiterhin an der Produktion beteiligt, während fortlaufender Produktion auch Strike Entertainment hinzukam.
Universal Pictures verhandelte zu dieser Zeit mit dem Profi-Wrestler Dwayne „The Rock“ Johnson über seine Rolle im Film, denn das Studio sah in ihm einen vielversprechenden Actionhelden. The Rock avancierte mit den Filmen Die Mumie kehrt zurück (2001) und The Scorpion King (2002) schnell an Popularität. Im April 2002 vermeldete die Variety die Vertragsunterzeichnung zwischen dem Studio und The Rock, die Verhandlungen sollen mehrere Monate gedauert haben. Er erhielt eine Gage von mindestens 10 Millionen US-Dollar, von der er einen „großen Teil“ an die Wrestling-Federation WWF (seit Mai 2002 WWE) abgeben musste, die langfristig an den Hollywood-Projekten von The Rock beteiligt ist. WWE-Chef Vince McMahon war an der Entstehung des Films beteiligt und leitet neben der WWE das Tochterunternehmen WWE-Films, da viele Wrestler seiner Liga bereits eine Filmkarriere eingeschlagen hatten.
Im Juli 2002 wurde bekannt, dass Seann William Scott und Christopher Walken für den Film engagiert wurden. Zudem kündigte Universal Pictures eine Veränderung des Filmtitels an. Der Filmtitel wurde schließlich im Jahr 2003 in The Rundown geändert, da der ursprüngliche Titel Helldorado härter klang, als der Film am Ende versprach. Zudem hatten Frauen in einer Marktforschung den neuen Titel positiver wahrgenommen; das Studio wollte eine neue Zielgruppe ansprechen. Im Februar 2003 berichtete die Variety, dass Columbia Pictures die internationalen Vertriebsrechte (außer für Japan und Nordamerika) des Films erworben hatte und diese durch die hauseigene Filmgesellschaft Columbia Tristar Films vertrieben wurden. In Japan operierte der Filmverleiher United International Pictures. Universal Pictures konnte durch diesen Deal den Budgetrahmen für den Film erhöhen und gleichzeitig ihr eigenes Budget reduzieren. Das ursprünglich geplante Budget von 75 Millionen US-Dollar wurde aufgrund der Spezialeffekte um weitere Millionen US-Dollar erhöht.

### Dreharbeiten
Die Dreharbeiten waren ursprünglich in Brasilien vorgesehen und sollte im September 2002 beginnen. Im Juni 2002 waren Regisseur Peter Berg, der Produzent Kevin Misher, der Produktionsleiter Ric Kidney und der Produktionsdesigner Tom Duffield für eine Recherchereise im brasilianischen Amazonas-Regenwald unterwegs, um die bevorstehenden Dreharbeiten zu planen. Am 14. Juni 2002 wurden sie zusammen mit einem ortsansässigen Reiseleiter im Amazonas-Dschungel von bewaffneten Banditen überfallen und ausgeraubt. Die Banditen stahlen Laptops, Filmausrüstung und Bargeld. Sie konnten unverletzt in die Stadt Manaus zurückkehren, wo sie den Überfall der örtlichen Polizei meldeten. Anschließend verließen sie vorzeitig Brasilien und flogen in die USA zurück.
Aufgrund dieses Vorfalls entschied die Produktion, die Dreharbeiten nach Hawaii zu verlegen. Die Dreharbeiten begannen im September 2002 und dauerten mehrere Monate. Weitere Aufnahmen fanden in der Metropolregion Los Angeles statt, darunter in Arcadia, auf dem Parkgelände des Hansen Dam, im Stadtbezirk Lake View Terrace, auf dem Studiogelände von Universal Pictures sowie im Los Angeles County Arboretum and Botanic Garden. Die Szene, in der Manitos Rebellen von Hatcher und seinen Handlangern angegriffen werden, wurde teilweise im Los Angeles County Arboretum and Botanic Garden und teilweise auf einem Jagdrevier in Hawaii gedreht. Die Innenaufnahmen der Wasserfallhöhle wurden auf dem Studiogelände von Universal gedreht, da dies einfacher war, als eine echte Höhle zu finden, die nur durch Tauchen erreichbar ist. Die Postproduktion begann im Januar 2003, nach Abschluss der Hauptdreharbeiten.

### Stunts und Kampfszenen
Der Film enthält mehrere Kampfszenen, Schlägereien und Stunts. Als Stunt Coordinator fungierte Andy Cheng, der auch die Kampfszenen choreografierte. Cheng und The Rock hatten bereits bei The Scorpion King zusammengearbeitet. The Rock führte in diesem Film viele Stunts selbst aus.
In einer Szene auf Oʻahu stürzen The Rock und Scott einen Berghang hinunter. Die Szene wurde von Stuntdoubles ausgeführt und musste mehrmals gedreht werden. Scotts Stuntdouble landete bei der ersten Aufnahme der Szene auf dem Kopf und fiel bewusstlos weiter. Kurzzeitig dachten die anwesenden Personen, dass er tot sei. Tanoai Reed, Cousin und Stuntdouble von The Rock, brach sich dabei den Knöchel.

### Sonstiges
- Für die Rolle des Schuldeneintreibers musste sich The Rock seine Tätowierungen überschminken lassen. Ihm wurden für den Film zwei Tattoos aufgeklebt. Das Arm-Tattoo mit dem Kreuz und der Zahl 6–12–82 steht für das Datum (12. Juni 1982), an dem sein Großvater Peter Maivia verstorben ist, der ebenfalls ein Profi-Wreslter war.[20]
- Obwohl der Film im Dschungel von Brasilien spielt, sind die Affen, die in einigen Szenen aktiv und aggressiv mitwirken, afrikanische Paviane, die in Brasilien nicht freilebend vorkommen.
- Die Konlobos genannte Frucht ist in Wahrheit eine Stachelannone. Obwohl diese eine gewisse Giftigkeit aufweist, sind die im Film gezeigten halluzinogenen und lähmenden Effekte rein fiktiv. In den präparierten Konlobos waren in Wirklichkeit Birnenstücke enthalten, die die Schauspieler aßen.[20]
- Arnold Schwarzenegger hat in diesem Film einen Cameo-Auftritt. Als Beck am Anfang ein Lokal betritt, verlässt Schwarzenegger dieses gerade und sagt im Vorbeigehen zu ihm: „Viel Spaß“. Schwarzenegger besuchte während der Dreharbeiten die Universal Studios, der von The Rock zum Mittagessen am Set eingeladen wurde. Als Regisseur Peter Berg ihn fragte, ob er im Film mitspielen wolle, willigte Schwarzenegger ein. Die Szene wurde noch am selben Nachmittag gedreht. Laut Berg bekam Schwarzenegger für seinen Cameo-Auftritt einen Mindestlohn nach SAG-Tarifvertrag, denn „rechtlich gesehen konnte er es nicht umsonst machen.“[18]
- Als Christopher Walken seine Rede darüber hält, dass man die Mine in Auge behalten muss, werden Szenen von den hartarbeitenden Goldminenarbeitern gezeigt. Die Szenen sind eine Anspielung auf eine Fotoserie von Sebastião Salgado aus den 1980er Jahren, die in einer berühmten brasilianischen Goldmine namens Serra Pelada aufgenommen wurde.
- Christopher Walkens Rede über die Zahnfee (ab ca. 31:30 min), deren Zahn gestohlen wurde, sollte ursprünglich über Winnie Puuh handeln, der auf seiner Suche nach Honig alle Möbel von Kanninchen zerstörte. Während der Dreharbeiten erhielten sie jedoch die Nachricht, dass Disney sie verklagen würde, wenn sie diese Anspielung beibehalten würden. Daher änderten sie diese Zeile kurz vor dem Dreh der Szene in die Geschichte über die Zahnfee um.[20]
- Die Szene, in der Beck und Travis über Becks Problem mit Waffen sprechen, wurde neu gedreht, um das Gespräch aufzupeppen und zusätzliche Informationen einzubringen. Die Nachdrehs fanden später auf dem Studiogelände von Universal Pictures in Los Angeles statt. The Rock trägt in dieser Szene auch eine Perücke, weil er zu dieser Zeit die Hauptrolle in Walking Tall – Auf eigene Faust (2004) spielte. Auch das Ende des Films musste neugedreht werden, auch dort trägt The Rock eine Perücke.[20]
- Wenige Tage vor den Dreharbeiten zur Wasserfall-Szene gab Scott zu, dass er nicht schwimmen kann. Überraschenderweise konnte auch einer von Scotts Stuntdoubles nicht schwimmen.[20]
- Das Lied, das Declan (gespielt von Ewen Bremner) auf dem Dudelsack spielt und die Rinderherde ankündigt, ist der schottische Folksong Highland Laddie. Ewen Bremner selbst ist in Schottland geboren und aufgewachsen.[22]

## Rezeption

### Einspielergebnisse
Der Film hatte zunächst einen Budgetrahmen von 75 Million US-Dollar, dieser wurde Anfang 2003 um weitere Millionen US-Dollar erhöht. Die endgültigen Produktionskosten des Films werden auf insgesamt 85 Millionen US-Dollar beziffert. Die weltweiten Einnahmen des Films belaufen sich auf rund 81 Millionen US-Dollar, davon allein rund 47,7 Millionen US-Dollar in den USA und Kanada. In Deutschland sind es umgerechnet rund 2,4 Millionen US-Dollar und in Österreich rund 483.000 US-Dollar. In Europa wurden rund 1,8 Millionen Kinotickets verkauft, darunter rund 360.000 in Deutschland, 59.000 in Österreich und 39.000 in der Schweiz. Der Film konnte die Erwartungen an den Kinokassen nicht erfüllen, der Film gilt als kommerzieller Flop.

### Kritik
Der Film wurde von den Kritikern überwiegend positiv aufgenommen. Das Filmkritik-Portal Rotten Tomatoes gibt für den Film 69 % positive Rezensionen an, basierend auf 150 Kritiken. Zusammenfassend heißt es dort: „[Welcome to the Jungle] bringt zwar keine neuen Ideen, aber er ist ein smarter, witziger Buddy-Actionfilm mit einer großartigen komödiantischen Chemie zwischen Dwayne ‚The Rock‘ Johnson und Seann William Scott.“ Bei Metacritic konnte ein Metascore von 59, basierend auf 36 Kritiken, erzielt werden. Eine von CinemaScore vorgenommene Umfrage unter US-amerikanischen Kinobesuchern kam zu dem Ergebnis, dass die Zuschauer dem Film eine Durchschnittsnote von A– vergaben, was der deutschen Schulnote 1– bzw. knapp sehr gut entspricht.

„Einfallsloser, mäßig inszenierter Abenteuerfilm, der sich an publikumswirksamen Kampf- und Action-Klischees orientiert und ganz auf die klassische Buddy-Konstellation setzt.“

### Auszeichnungen
Dwayne Johnson wurde für den Preis MTV Movie Award nominiert. Einige Stuntmen gewannen den World Stunt Award in den Kategorien Best High Work und Best Overall Stunt, weitere wurden für diesen Preis in den Kategorien bester Kampf (Best Fight) und Best Specialty Stunt nominiert. Tanoai wurde später für zwei Stunts im Film mit je einem Taurus Award ausgezeichnet.

## Mögliche Fortsetzung
Im Dezember 2009 erwähnte Peter Berg, dass Gespräche über eine Fortsetzung kurz nach dem Kinostart begonnen hatten, aber Terminkonflikte eine Realisierung bisher verhinderten. The Rock bestätigte dies im November 2010 und erklärte, dass er und Berg regelmäßig Optionen für eine Fortsetzung diskutierten und mit Universal Pictures verhandelten. Sie zeigten sich zuversichtlich, dass die Fortsetzung realisiert werde, wenn ein gutes Drehbuch geschrieben werde. Im Dezember 2013 äußerte Berg, dass er weiterhin an einer Fortsetzung arbeite und The Rock auch weiterhin interessiert sei. Seann William Scott zeigte jedoch kein Interesse und werde seine Rolle nicht zurückkehren. Für das Projekt wurden mehrere Drehbuchautoren engagiert. Im September 2016 erwähnte Berg, dass er Kevin Hart oder Jonah Hill als Co-Star in Betracht ziehe. Im August 2018 verriet Berg, dass das Drehbuch ursprünglich in Alaska spielte und eine Szene mit Walrossen beinhaltete, ähnlich wie die Szene mit Pavianen aus dem ersten Film. Da The Rock kein Interesse an Alaska zeigte, wurde das Drehbuch umgeschrieben und in einen wärmeren Ort verlegt. Im September 2020 sagte Berg, dass die Entwicklung einer Fortsetzung noch im Gange sei, wobei der volle Produktionsplan von The Rock und die Überarbeitung des Drehbuchs als Gründe genannt wurden.